# Erich Kästner-Gymnasium (Köln)
Das Erich Kästner-Gymnasium (EKG) (vormals Städtisches Neusprachliches Gymnasium Köln-Niehl) wurde 1966 als Gymnasium im Kölner Stadtteil Niehl gegründet und liegt an der Castroper Straße.

## Geschichte
Das Erich Kästner-Gymnasium trägt seinen Namen seit 1989. Zuvor hieß es „Städtisches Neusprachliches Gymnasium Köln-Niehl“. Unter diesem Namen wurde es 1966 gegründet. Die Umbenennung kam durch eine Initiative von Eltern und Schülern zustande, die sich gemeinsam für jenen Namen entschieden.

## Projekte und Auszeichnungen
Die Schule bietet mehrere außerunterrichtliche Angebote: Neben Sprachzertifikaten in Französisch (DELF) und Englisch (Cambridge ESOL) können die Schüler an Arbeitsgemeinschaften, wie der Fußball-, Korfball- oder Kölsch-AG teilnehmen. Zusätzlich werden diverse Wettbewerbe, insbesondere in der Mathematik und Chemie, angeboten. Des Weiteren bietet das Gymnasium einen Schüleraustausch mit dem französischen Collège Victor Hugo in Besançon an, bei dem alle Schüler aus den Französischkursen der Mittelstufe teilnehmen können, sowie einen Austausch mit der Deutschen Evangelischen Oberschule in Kairo, wobei hier lediglich die Aufnahme eines Austauschschülers angeboten wird.
Seit 2019 ist das Gymnasium unter dem Motto „dafür bunt“ Teil des Schulnetzwerks „Schule ohne Rassismus – Schule mit Courage“. Zudem sammelt die Schule jährlich Lebensmittel für den so genannten Elisabethkorb, welcher in der Adventzeit an Bedürftige ausgegeben wird.
Am Erich Kästner-Gymnasium wird eine Ganztagsbetreuung angeboten, welche vom Kolping-Bildungswerk organisiert wird. Diese betreiben auch die Mensa, in welcher die Schüler täglich ein Mittagessen bekommen können.

## Schulumbau
Der Umbau des Erich Kästner-Gymnasiums befindet sich seit mehreren Jahren in der Planungsphase, ohne dass bislang mit den Bauarbeiten begonnen wurde. Obwohl der Wettbewerb zur Erweiterung der Schule bereits im Jahr 2011 abgeschlossen wurde und das siegreiche Architekturbüro Barkowsky Wahrer Architekten den Auftrag erhielt, haben verschiedene Planungs- und Abstimmungsprozesse die Umsetzung verzögert. Ursprünglich sollte der Bau 2015 beginnen und 2018 abgeschlossen sein. Aktuell ist jedoch ein Baubeginn frühestens für 2025 vorgesehen, mit einer voraussichtlichen Fertigstellung im Jahr 2027. Der Umbau betrifft alle Ebenen des maroden Gebäudes. Er umfasst eine Erweiterung mit neuen Fachräumen, eine neue Mensa sowie eine neue Turnhalle. Der bestehende Schulcampus wird durch den Neubau strukturell ergänzt, um den Anforderungen des Ganztagsbetriebs gerecht zu werden.

## Veranstaltungen
Das Erich Kästner-Gymnasium bietet für seine ehemaligen Schüler und Absolventen jährlich ein Ehemaligentreffen an. Dieses findet nun seit mehr als 20 Jahren am ersten Freitag im November statt. Lediglich während der Covid-19-Pandemie konnte das Treffen nicht stattfinden.

## Schulleitung
- Edith Muhr (1991–2003)[12][13]
- Dieter Schütze-Sladek (2003–2019)[14]
- Ursula Borstell (2019–2022)
- Norman Mellein (2022)
- Bohdan Zemek (seit 2022)

## Bekannte Absolventen
- Uğur Şahin (* 1965), Mediziner[15]
- Cem Türkmen (* 2002), Fußballspieler